# Dubuque
Dubuque é uma cidade localizada no estado americano de Iowa, no Condado de Dubuque.

## Demografia

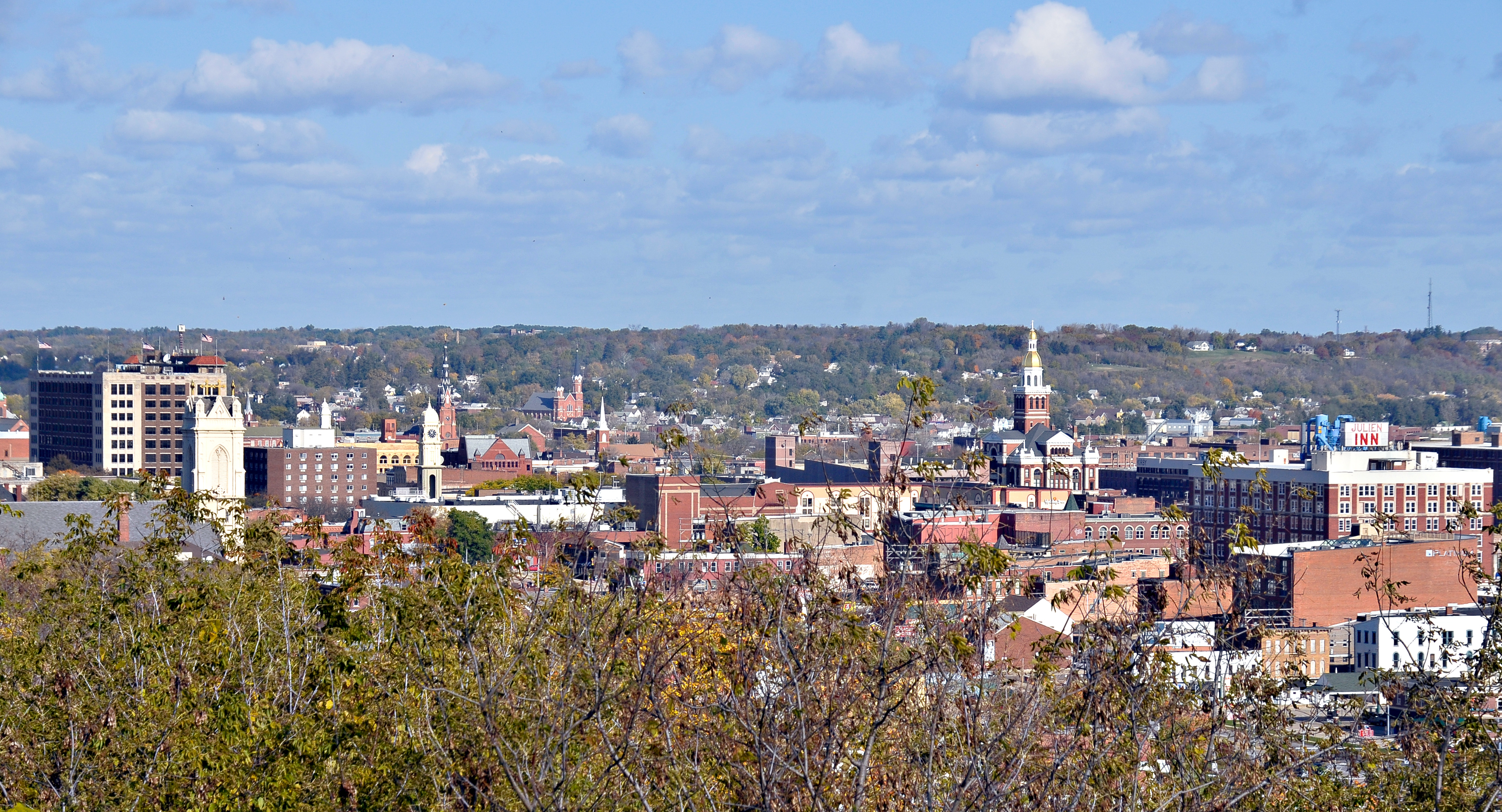
Panorama de Dubuque

Segundo o censo americano de 2010, a sua população era de 57 637 habitantes. Em 2019, foi estimada uma população de 57 882 habitantes.

## Geografia
De acordo com o Departamento do Censo dos Estados Unidos, Dubuque tem uma área de 80,86 km², dos quais 77,62 km² cobertos por terra e 3,24 km² cobertos por água.

## Localidades na vizinhança
O diagrama seguinte representa as localidades num raio de 12 km ao redor de Dubuque.